# Sik-K
Sik-K (식케이?), pseudonimo di Kwon Min-sik (권민식?, Gwon Min-sikLR, Kwŏn MinsikMR; Seul, 26 febbraio 1994), è un rapper sudcoreano.

## Biografia
Sik-K ha intrapreso la propria carriera musicale nel 2015, partecipando alla quarta stagione di Show Me the Money, competizione televisiva messa in onda da Mnet. Flip, il suo EP di debutto, è uscito nel 2016 ed è stato susseguito dagli EP H.A.L.F (Have.a.Little.Fun) e Boycold, entrambi pubblicati l'anno successivo e entrati nella Circle Chart.
Nel 2019 viene inciso l'album in studio d'esordio Fl1p, che ha debuttato nella Circle Album Chart al 28º posto. Un ulteriore ingresso nella medesima graduatoria è stato ottenuto nel 2020 con Headliner, il suo secondo LP. Fra il 2020 e il 2021 Sik-K è stato in lizza per il Melon Music Award al miglior rap/hip hop grazie al remix di Gang, singolo che ha segnato la sua prima top five come artista principale in Corea del Sud, e per il Seoul Music Award al miglior R&B o hip hop.

## Discografia

### Album in studio
- 2019 – Fl1p
- 2020 – Headliner
- 2023 – Pop a Lot

### EP
- 2016 – Flip
- 2017 – H.A.L.F (Have.a.Little.Fun)
- 2017 – Boycold
- 2018 – Trapart
- 2019 – S.O.S (Sink or Swim)
- 2020 – Officially OG

### Singoli
- 2015 – Better Life/My Man
- 2015 – Untitled
- 2016 – If I Call It Love
- 2016 – Stylin' (con Supreme Boi e Elles)
- 2016 – Nowhere (feat. Loco)
- 2016 – Ring Ring (feat. Gaeko)
- 2017 – Fly
- 2017 – Decalcomanie (con Imlay)
- 2018 – Choppy (feat. Herr Nayne)
- 2018 – Plus It
- 2018 – Youth.wit.Purpose
- 2018 – XX
- 2018 – Fire
- 2019 – Addict
- 2019 – The Fearless Ones (con The Quiett, Beenzino e Changmo)
- 2019 – Why You?
- 2019 – Is It Love? (feat. Moon Sujin)
- 2019 – Water (con Woodie Gochild, pH-1, Haon e Jay Park)
- 2020 – Tell Ya!
- 2020 – Gang (con pH-1, Rain, Jay Park e Haon)
- 2023 – 5882 (Oppa ASAP)